# Kediri (regentschap)
Kediri is een regentschap (kabupaten) in de Indonesische provincie Oost-Java. Het heeft een oppervlakte van 1.523,92 km² en had 1.635.294 inwoners bij de volkstelling in 2020, bestaande uit 825.867 mannen en 809.427 vrouwen.
De hoofdstad van het regentschap heet Ngasem en is zo'n 200 meter verwijderd van de stadsgrens van de stad Kediri. Verschillende regentschapsoverheidsinstellingen bevinden zich in de stad Kediri, hoewel dat administratief een afzonderlijke politieke entiteit is. Dit komt omdat het regentschap en de stad een gemeenschappelijke culturele en historische oorsprong hebben. Het regentschap grenst aan de regentschappen Jombang in het noorden, Malang in het oosten, Blitar en Tulungagung in het zuiden, en Nganjuk in het westen. De al genoemde stad Kediri wordt volledig omringd door het regentschap. De Kelud, een van de meest actieve vulkanen in Indonesië, wordt gedeeltelijk beheerd door de regering van Kediri (samen met die van Blitar).

## Administratieve districten
Het regentschap is onderverdeeld in 26 districten (kecamatan), hieronder genoemd met hun bevolkingsaantallen en oppervlakte:
| Naam        | Oppervlakte in km2 | Bevolkingsaantal Census 2010 | Bevolking Census 2020 |
| ----------- | ------------------ | ---------------------------- | --------------------- |
| Mojo        | 141.50             | 73,475                       | 79,617                |
| Semen       | 87.78              | 50,273                       | 54,742                |
| Ngadiluwih  | 43.06              | 73,573                       | 80,024                |
| Kras        | 44.70              | 56,526                       | 62,616                |
| Ringinrejo  | 46.51              | 50,005                       | 56,906                |
| Kandat      | 54.37              | 56,160                       | 62,281                |
| Wates       | 73.51              | 83,625                       | 90,772                |
| Ngancar     | 101.12             | 45,035                       | 50,413                |
| Plosoklaten | 108.19             | 67,446                       | 79,284                |
| Gurah       | 54.10              | 77,185                       | 82,573                |
| Puncu       | 94.92              | 58,354                       | 63,659                |
| Kepung      | 90.03              | 80,682                       | 85,440                |
| Kandangan   | 59.64              | 47,070                       | 51,683                |
| Pare        | 49.69              | 98,594                       | 106,007               |
| Badas       | 42.63              | 59,319                       | 67,286                |
| Kunjang     | 31.81              | 33,731                       | 36,765                |
| Plemahan    | 50.87              | 55,888                       | 60,655                |
| Purwoasri   | 45.26              | 54,431                       | 58,965                |
| Papar       | 39.87              | 48,593                       | 52,400                |
| Pagu        | 26.29              | 36,766                       | 40,178                |
| Kayenkidul  | 37.64              | 43,422                       | 47,150                |
| Gampengrejo | 18.36              | 31,964                       | 35,528                |
| Ngasem      | 23.43              | 62,061                       | 66,974                |
| Banyakan    | 63.11              | 54,175                       | 58,525                |
| Grogol      | 47.61              | 44,468                       | 47,528                |
| Tarokan     | 47.92              | 56,947                       | 62,323                |
| Totalen     | 1,523.92           | 1,499,768                    | 1,635,294             |

Stadsgemeenten: Batu · Blitar · Kediri · Madiun · Malang · Mojokerto · Probolinggo · Pasuruan · Surabaya

Regentschappen: Banyuwangi · Bangkalan · Blitar · Bojonegoro · Bondowoso · Gresik · Jember · Jombang · Kediri · Lamongan · Lumajang · Madiun · Magetan · Malang · Mojokerto · Nganjuk · Ngawi · Pacitan · Pamekasan · Pasuruan · Ponorogo · Probolinggo · Sampang · Sidoarjo · Situbondo · Sumenep · Trenggalek · Tuban · Tulungagung